# Hemacroneuria violacea
Hemacroneuria violacea är en bäcksländeart som beskrevs av Günther Enderlein 1909. Hemacroneuria violacea ingår i släktet Hemacroneuria och familjen jättebäcksländor. Inga underarter finns listade i Catalogue of Life.